# Hormona fol·liculoestimulant

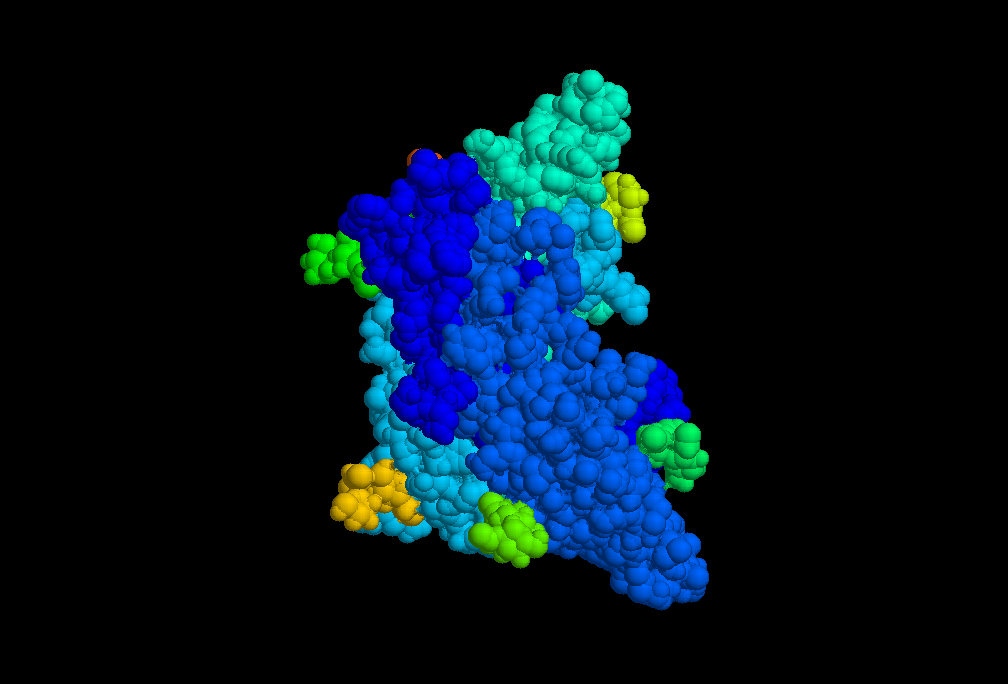
FSH

L'hormona fol·liculoestimulant (FSH, hormona estimulant del fol·licle o folitropina) és una hormona gonadotropina que tenen els éssers humans i altres animals. Químicament es tracta d'una glicoproteïna. És sintetitzada i secretada per gonadotròpiques de l'adenohipòfisi. La FSH regula el desenvolupament, el creixement, la maduració puberal i els processos reproductius del cos. La FSH i l'hormona luteoestimulant (LH) actuen de forma sinèrgica en la reproducció. L'hormona FSH és la responsable del creixement i la maduració dels fol·licles ovàrics en les dones.
L'hormona fol·liculoestimulant (FSH) és, conjuntament amb l'hormona luteoestimulant (LH), la impulsora principal del cicle menstrual. En aquest, l'FSH estimula el desenvolupament del fol·licle ovàric fins que esdevé un fol·licle ovàric madur. A mesura que va madurant, el fol·licle produeix estrogen i, a mesura que augmenta la quantitat d'estrogen la producció d'FSH va disminuint. És llavors quan actua l'LH, que fa que el fol·licle acabi de madurar i provoca l'ovulació o expulsió per part del fol·licle de l'òvul a la trompa de Fal·lopi. L'LH també fomenta la formació del cos luti amb la resta de fol·licle madur que queda a l'ovari després d'haver expulsat l'òvul. Aquest cos luti produirà progesterona durant dues setmanes per a preparar l'úter en cas d'embaràs. Si aquest no es dona, la baixada de progesterona provoca la menstruació, després de la qual l'FSH estimularà de nou un dels 8 a 20 fol·licles primordials que l'ovari, de manera inherent i periòdica, ha començat a desenvolupar. La resta de fol·licles para de créixer per l'acció de l'hormona inhibina.